# Tyrannoscelio
Tyrannoscelio är ett släkte av steklar. Tyrannoscelio ingår i familjen Scelionidae.
Kladogram enligt Catalogue of Life:
| Tyrannoscelio | \| \| Tyrannoscelio crenatus \| \| \| \| \| \| Tyrannoscelio genieri \| \| \| \| |
|               | \| \| Tyrannoscelio crenatus \| \| \| \| \| \| Tyrannoscelio genieri \| \| \| \| |
|               | Tyrannoscelio crenatus                                                           |
|               |                                                                                  |
|               | Tyrannoscelio genieri                                                            |
|               |                                                                                  |